# Kunihiro Iwasaki
Kunihiro Iwasaki (japonès: 岩崎邦宏)  (5 d'octubre de 1944) és un nedador japonès, ja retirat, especialista en estil lliure, que va competir durant la dècada de 1960.
El 1964 va prendre part en els Jocs Olímpics d'Estiu de Tòquio, on disputà les dues proves de relleus d'estil lliure del programa de natació. Guanyà la medalla de bronze en els 4x200 metres lliures, formant equip amb Makoto Fukui, Toshio Shoji i Yujiaki Okabe, mentre en els 4x100 metres lliures fou quart. Quatre anys més tard, als Jocs de Ciutat de Mèxic, disputà cinc proves del programa de natació, en què destaca la cinquena posició en els 4x100 metres estils. En el seu palmarès també destaquen set medalles d'or i una de plata als Jocs Asiàtics de 1966 i 1970 i una de plata i tres de bronze a les Universíades.